# 石亨
石 亨（せき きょう、生年不詳 - 1460年（天順4年））は、明代の武官で、奪門の変の首謀者の一人。華州渭南県の出身。
父の職を継いで寛河衛指揮僉事となり、正統年間に都督同知となって、山西で防衛の任についた。土木の変では敗退して一時投獄されるも、間もなく赦免されて于謙に協力、北京防衛に尽力した。だが、功を恃んでの驕慢な振る舞いが多いために疎んじられることになる。
1457年には曹吉祥らと図って奪門の変を起こし、その功績として忠国公の爵位を与えられる。だが、専横な振る舞いは相変わらずで、やがて弾劾されて失脚し、獄死した。